# Gerald Harper
Pour les articles homonymes, voir Harper.
Gerald Harper est un acteur britannique né le 15 février 1929 dans le Middlesex (Royaume-Uni) et mort le 2 juillet 2025.

## Filmographie
- 1956 : Stars in Your Eyes : Dicky
- 1956 : The Extra Day
- 1956 : Tiger in the Smoke : Duds Morrison
- 1957 : L'Admirable Crichton (The Admirable Crichton) : Ernest
- 1958 : Atlantique, latitude 41° (A Night to Remember) : Eric Rees (3e officier du Carpathia)
- 1959 : Hold-up à Londres (The League of Gentlemen) : le capitaine Saunders
- 1959 : Skyport (série télévisée)
- 1960 : Les Fanfares de la gloire (Tunes of Glory) : Major Hugo MacMillan
- 1961 : Les Jeunes (The Young Ones) : Watts
- 1962 : Chapeau melon et bottes de cuir, Colonel Corf
- 1963 : The Punch and Judy Man : 1st Drunk
- 1964 : The Sleeper (TV) : Peter Dibden
- 1964 : Wonderful Life (en) : Sheik / Scotsman / Harold
- 1965 : A Man Called Harry Brent (série télévisée) : Détective inspecteur Alan Milton
- 1965 : Strangler's Web : Inspecteur Murray
- 1966 : A Game of Murder (série télévisée) : Détective inspecteur Jack Kerry
- 1966 et 1967, Adam Adamant lives !
- 1968 : Les Souliers de Saint-Pierre (The Shoes of the Fisherman) : Brian
- 1976 : The Flockton Flyer (série télévisée) : Master of Foxhounds
- 1979 : Une femme disparaît (The Lady Vanishes) : Mr. Todhunter
- 1991 : The Craig Ferguson Story (TV) : Stage Doorman